# Mușchiul rotund pronator

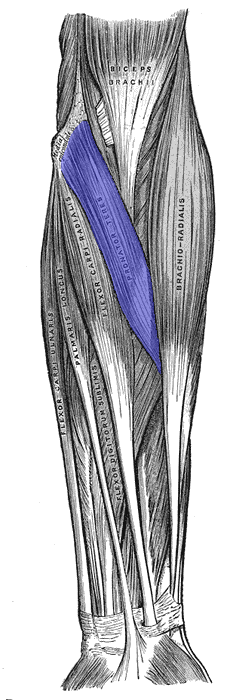
Muşchiul rotund pronator (în albastru)

Mușchiul rotund pronator (Musculus pronator teres) este un mușchi scurt, gros și lat, așezat la partea antero-superioară a antebrațului. Este cel mai lateral mușchi al primului plan al mușchilor antebrațului . Extremitatea sa superioară este bifurcată, prezentând un cap humeral și un cap ulnar.

## Inserții
Mușchiul pronator rotund ia naștere prin două fascicule, numite capete: capul humeral și capul ulnar .
Capul humeral (Caput humerale musculi pronatoris teretis) este mai mare și mai superficial față de capul ulnar, și are originea pe fața anterioară a epicondilului medial al humerusului (Epicondylus medialis humeri), pe septul intermuscular medial al brațului (Septum intermusculare brachii mediale), pe septul care îl separă de mușchiul flexor radial al carpului (Musculus flexor carpi radialis) și de pe fascia antebrahială (Fascia antebrachii). 
Capul ulnar (Caput ulnare musculi pronatoris teretis) este  mai mic și mai profund, fiind situat sub capul humeral, și are originea de pe fața medială a procesului coronoid al ulnei (Processus coronoideus ulnae). 
După un scurt traiect, cele două capete se unesc și formează corpul mușchiului, ce se îndreaptă oblic în jos și lateral trecând pe sub mușchii laterali ai antebrațului și se inseră în treimea mijlocie a feței laterale a radiusului, pe tuberozitatea pronatorie (Tuberositas pronatoria).

## Raporturi
Mușchiul pronator rotund este acoperit de piele și acoperă mușchiul brahial (Musculus brachialis) și mușchiul flexor superficial al degetelor (Musculus flexor digitorum superficialis).
Înăuntru (medial) vine în raport cu mușchiul flexor radial al carpului (Musculus flexor carpi radialis).
Marginea lui laterală delimitează cu mușchiul brahioradial (Musculus brachioradialis) un spațiu triunghiular, cu baza superioară, numit fosa cubitală (Fossa cubitalis sau Fossa cubiti) în care se găsesc mușchiul biceps brahial (Musculus biceps brachii), mușchiul brahial (Musculus brachialis), nervul radial (Nervus radialis) și artera brahială (Arteria brachialis); artera brahială se află între bicepsul brahial și rotundul pronator și este acoperită de aponevroza mușchiului biceps brahial (Aponeurosis musculi bicipitis brachii). La acest nivel, nervul medial părăsește vasele brahiale cu care a coborât de-a lungul brațului, angajându-se între fasciculele de origine ale mușchiului pronator rotund.
Printre cele două capete de origine ale mușchiului pronator rotund trece nervul median, separat de artera ulnară prin capul ulnar.

## Acțiune
Este cel mai puternic pronator al antebrațului și al mâinii, rotind antebrațul cu palma înapoi.
Prin capul humeral, contribuie la flexia antebrațului pe braț în articulația cotului.

## Inervația
Primește două ramuri din nervul median, care ia naștere din plexul brahial (neuromeri C6- C7).

## Vascularizația
Vascularizația este asigurată de artera brahială (Arteria brachialis), artera radială (Arteria radialis), artera ulnară (Arteria ulnaris)